# Josephine Sticker
Josephine Sticker (Austria, 7 de julio de 1894-10 de septiembre de 1963) fue una nadadora alemana especializada en pruebas de estilo libre, donde consiguió ser medallista de bronce olímpica en 1912 en los 4 x 100 metros.

## Carrera deportiva
En los Juegos Olímpicos de Estocolmo 1912 ganó la medalla de bronce en los relevos de 4 x 100 metros estilo libre, con un tiempo de 6:17.0 segundos, tras Reino Unido (oro con 5:52.6 segundos) y Alemania (plata); sus compañeras de equipo fueron: Margarete Adler, Klara Milch y Berta Zahourek